# Sammie Szmodics
Samuel Joseph Szmodics (Colchester, Inglaterra, 24 de septiembre de 1995) es un futbolista profesional británico-irlandés que juega como delantero en el Ipswich Town F. C. de la EFL Championship.
Producto de la academia del club de su ciudad natal, el Colchester United, debutó como profesional en 2013 y llegó a marcar 38 goles en 162 partidos con el club antes de marcharse en 2019. Tras un breve paso por el Bristol City, pasó dos años en el Peterborough United antes de fichar por el Blackburn Rovers en 2022, donde se convirtió en un jugador clave, terminando como máximo goleador de la EFL Championship 2023-24.
Szmodics debutó con la República de Irlanda en un amistoso contra Bélgica en marzo de 2024.

## Selección nacional

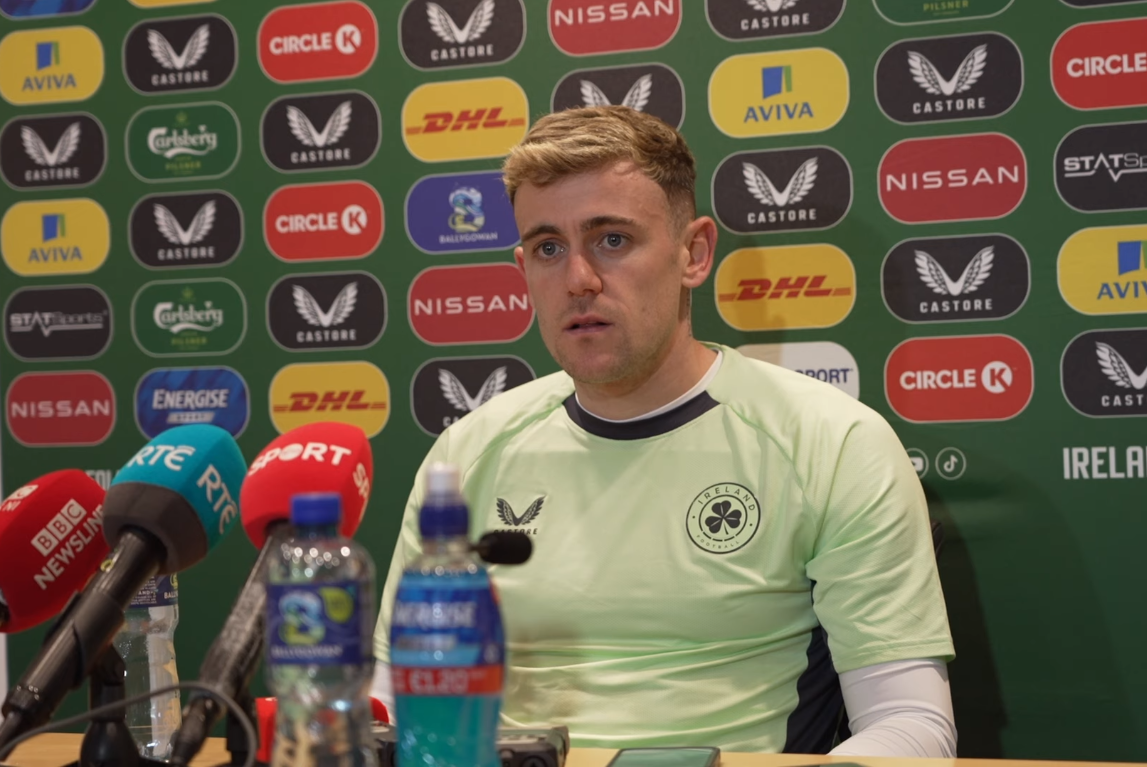
Szmodics con la República de Irlanda en 2024

Con las categorías juveniles de la selección española, ganó el Campeonato Europeo de la UEFA Sub-19 2006. Disputó los cinco partidos y le marcó un gol a Austria en la semifinal.
Además de su país de nacimiento, Inglaterra, Szmodics también podía representar a la República de Irlanda y a Hungría por su abuela, nacida en el condado irlandés de Longford, y su abuelo, nacido en Hungría.
El 28 de mayo de 2021, Szmodics recibió su primera convocatoria con la selección de la República de Irlanda para los amistosos de verano contra Andorra y Hungría, tras las bajas por lesión de Callum Robinson y Aaron Connolly. El 2 de junio, sin embargo, Szmodics fue descartado de la selección tras agravarse un problema en el hombro en el entrenamiento previo al partido contra Andorra.
En octubre de 2023, fue convocado para dos partidos de clasificación para la Eurocopa 2024 contra Grecia y Gibraltar, pero se retiró de la selección por motivos personales.
El 13 de marzo de 2024, el seleccionador de Hungría, Marco Rossi, criticó públicamente a Szmodics por supuestamente filtrar información a los medios de comunicación sobre el contacto de Rossi para intentar convencerle de que cambiara su lealtad internacional a Hungría antes de su campaña en la Eurocopa 2024. Szmodics refutó las afirmaciones de Rossi: "Nunca he hablado con nadie de ese país. Estoy totalmente centrado en jugar con Irlanda". Szmodics debutó con Irlanda el 23 de marzo en el empate 0-0 contra Bélgica en el Aviva Stadium.

## Clubes
| Club                               | País       | Año           |
| ---------------------------------- | ---------- | ------------- |
| Colchester United F. C.            | Irlanda    | 2013-2019     |
| Braintree Town F. C. (cedido)      | Inglaterra | 2015          |
| Bristol City F. C.                 | Inglaterra | 2019-2020     |
| Peterborough United F. C. (cedido) | Inglaterra | 2020          |
| Peterborough United F. C.          | Inglaterra | 2020-2022     |
| Blackburn Rovers F. C.             | Inglaterra | 2022-2024     |
| Ipswich Town F. C.                 | Inglaterra | 2024-presente |

## Palmarés
Colchester United U18
- Football League Youth Alliance South East: 2013-14[11]
- Football League Youth Alliance Cup: 2013-14[12]

Individual
- Colchester United Young Player of the Year: 2015[13]
- EFL Championship Player of the Month: November 2023[14]
- EFL Championship Team of the Season: 2023-24[15]
- Blackburn Rovers Player of the Year: 2023-24[16]
- EFL Championship Golden Boot: 2023-24[17]
- PFA Team of the Year: 2023-24 Championship[18]